# Gómez de Alvarado y Contreras
Gómez de Alvarado y Contreras (García Gómez de Alvarado y Contreras y Carvajal)  (Badajoz, España, ca. 1482 – Vilcas, Perú, 1542) fue un conquistador y explorador español, natural de Extremadura. Miembro de la Familia Alvarado. Se le apodó El Viejo para distinguirlo de otro conquistador del mismo nombre apodado el Mozo. Actuó en Cuba, México, Guatemala, El Salvador, Quito, Perú y Chile. Participó finalmente en la guerra entre pizarristas y almagristas durante la Guerra civil entre los conquistadores del Perú, falleciendo poco después de la batalla de Chupas, víctima de una enfermedad. Fue el fundador de la ciudad de Huánuco (en el actual departamento de Huánuco, sierra central del Perú).

## Biografía
Sus padres fueron Leonor de Contreras y Gutiérrez del Trejo, y Gómez de Alvarado y Mexía de Sandoval.Su padre fue descendiente de Mosén Rubín de Bracquemont.Pariente lejano del mariscal Alonso de Alvarado. Ancestro directo del ex Presidente de Chile, Carlos Ibáñez del Campo.

## Carrera militar
En 1510 pasó a América junto con sus hermanos mayores, Pedro, Gonzalo y Jorge y los menores Hernando y Juan. Llegó a La Española (isla de Santo Domingo), pasando enseguida a Cuba. Luego siguió a Hernán Cortés a México en cuya conquista participó activamente. Acompañó después a hermano de en la conquista de Guatemala y El Salvador. 
En 1534 se embarcó hacia el Perú, en la expedición que organizó su hermano. Actuó en la campaña de Quito.

## Expedición a Chile
Tras el retorno de Pedro de Alvarado a Guatemala, Gómez se plegó al bando de Diego de Almagro, a quien acompañó en la expedición a Chile (1535). En Quillota, la expedición siguió los caminos del Inca, en especial el costero entre los mitimaes de Quillota y Talagante. De ahí siguió por la Cordillera de la Costa. En la zona de Lagunillas bajó por el Estero de Córdoba hasta el Mar (Isla Negra), en donde siguió la costa hasta la zona del actual Algarrobo y El Quisco.

### Leyenda El Pie de la Princesa
Cuenta la leyenda, que cuando Diego de Almagro llegó a Chile, envió a Gómez de Alvarado y Contreras a recorrer por tierra todo el litoral costero, llegando primeramente al estero que después se llamaría Marga Marga, en busca de oro y riquezas, saqueando todas las comunidades indígenas que encontraron en su camino y robando a las indígenas jóvenes, para venderlas y así costear sus gastos para el regreso. Pero ocurrió que no encontraron ninguna de las riquezas que ellos esperaban; entonces, los indígenas les dijeron que más al sur encontrarían tesoros y grandes bellezas indígenas.
Los españoles se dirigieron hacia donde ellos le indicaron, llegando hasta El Quisco habitado por los Changos  tan pobres y sin riquezas como los otros, los españoles no tuvieron más remedio que conformarse con llevarse a las indígenas más jóvenes. La más bella era la princesa de la tribu, que al ver a su pueblo oprimido y maltratado por los españoles, ordenó a las mujeres subir a la roca más alta y lanzarse al mar, así lo hicieron pero el pie de la princesa quedó atascado en las rocas.Una formación rocosa recuerda hasta nuestros días dicha leyenda.

### Batalla de Reinohuelén
Gómez de Alvarado recorrió con cien jinetes la zona entre el río Aconcagua y el Ñuble, río donde, en la unión con el río Itata, sostuvo con los indígenas el encuentro de Reinohuelén. El historiador Diego Barros Arana deja flotando una sombra de duda sobre la veracidad de esta batalla al hacer notar que solo un cronista, Pedro Mariño de Lobera, hace referencia al suceso:

El común de los historiadores dice que Alvarado llegó hasta el Maule. Mariño de Lobera, da el río Itata por término de su viaje, y cuenta que en esta expedición los indios le presentaron una batalla en que los españoles obtuvieron la victoria por el favor del cielo, batalla de que no se hace mención en otros documentos. Los cálculos de Alvarado no pueden tampoco merecer mucha fe, porque el creía haber llegado a cien leguas del estrecho de Magallanes.

### Consecuencias de la Batalla de Reinohuelén
Convencido de la pobreza de la tierra y ante las súplicas de sus soldados que le exigían el retorno, Gómez de Alvarado escribió a Almagro informándole lo sucedido, regresando poco después a su lado. Descorazonado Almagro por su relato, decidió retornar al Perú.

## En la Guerra de Las Salinas

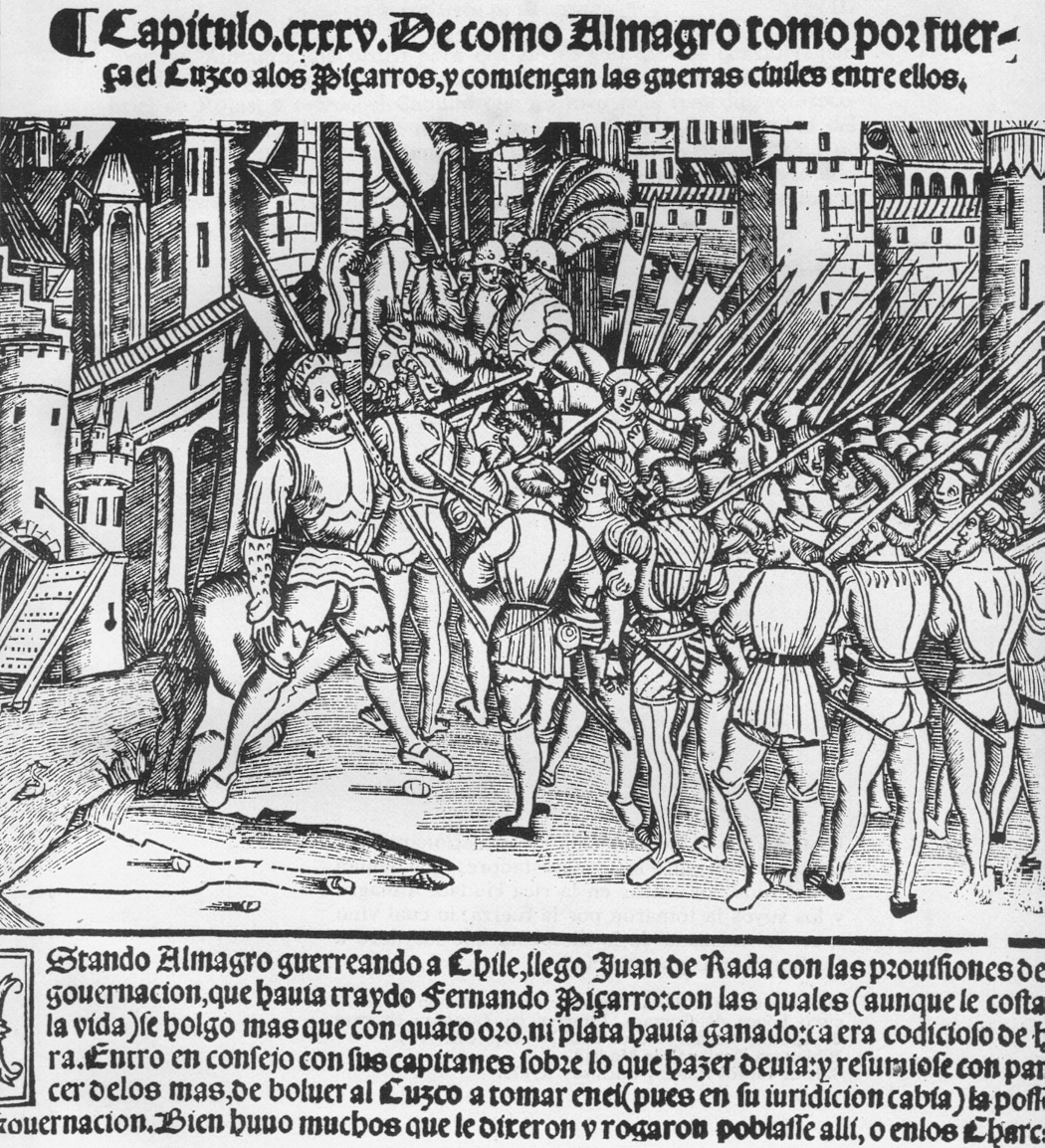
Captura de la ciudad del Cuzco por los almagristas.

Gómez de Alvarado participó en la captura del Cuzco al lado de los almagristas, el 8 de abril de 1537. Luego, junto con Diego de Alvarado, formó parte de la embajada enviada al pizarrista Alonso de Alvarado, quien se hallaba cerca de Abancay con su ejército, en marcha hacia al Cuzco. Alonso rechazó la oferta de Almagro de sumarse a su bando y tomó preso a los dos Alvarados, tratándolos duramente, pese a que ambos eran parientes suyos. Almagro y su lugarteniente Rodrigo Orgóñez respondieron atacando por sorpresa a Alonso de Alvarado, a quien derrotaron en batalla del puente de Abancay, y tomaron preso junto a todo su ejército (12 de julio de 1537).
Convertido en un fanático seguidor de la causa almagrista, Gómez de Alvarado estuvo al lado de Almagro a lo largo de toda la campaña contra los pizarristas, ejerciendo sobre aquel mucha influencia, lo que despertó innumerables envidias. Estuvo en la fundación de Chincha y en las conversaciones de Mala. Fracasadas estas negociaciones y reanudadas las hostilidades por Hernando Pizarro, fue de los almagristas que opinaron por volver al Cuzco para defenderlo, consejo que fue seguido. Almagro le confió la defensa de su estandarte durante la batalla de las Salinas, que terminó en derrota almagrista (6 de abril de 1538). Gómez de Alvarado fue capturado, pero se le perdonó la vida, suerte que no tuvo Almagro, quien fue estrangulado en la cárcel y su cadáver decapitado en la plaza de armas.
Gómez de Alvarado se encontró pues entre los derrotados almagristas sobre quienes recayó la venganza de los pizarristas. Alonso de Alvarado obtuvo el permiso de Hernando Pizarro para llevárselo a Lima, junto con Diego de Almagro el Mozo, el hijo del caudillo muerto. Salieron del Cuzco, y en el trayecto se encontraron en Jauja con Francisco Pizarro; entonces Alonso de Alvarado aprovechó la ocasión para pedir la autorización de Pizarro para partir hacia Chachapoyas. Los demás continuaron el viaje a Lima.

## Fundación de Huánuco
Estuvo poco tiempo Gómez de Alvarado en Lima, pues el marqués gobernador Francisco Pizarro le encargó la fundación de una población de españoles en el valle de Huánuco (sierra central del Perú). La intención del marqués era contentar a los derrotados almagristas, concediéndoles tierras a fin de que se calmaran en sus reclamos, y tener a la vez un punto de apoyo en la lucha contra el caudillo inca Illa Túpac, último de los capitanes de Manco Inca que aun resistía y que dominaba gran parte de la región. 
Partió pues Gómez a cumplir la misión, acompañado de muchos soldados almagristas. Llegó a la antigua ciudad de Huánuco Pampa, donde se elevaban y aún se elevan los restos de majestuosas construcciones incaicas. Allí decidió establecer la población, realizándose la fundación el 15 de agosto de 1539, siendo sus primeros alcaldes Diego de Carvajal y Rodrigo Núñez de Prado. Esta fundación se hizo ante las protestas del Cabildo de Lima que alegaba mermarse con ello su jurisdicción más de lo que ya estaba con la reciente creación de Huamanga. Presionado Pizarro, aceptó que se retirara su título de Ciudad, conservando solo el de Villa. Gómez de Alvarado viajó entonces a Lima amenazando con no regresar a Huánuco si no se le concedía a ésta el título de ciudad. Debieron ser tan destemplados sus reclamos, que Pizarro consideró prudente revocar su nombramiento de Teniente de Gobernador, anulando al mismo tiempo la fundación de Huánuco.
De hecho, aquella población no duró mucho tiempo, pues la hostilidad de los indios acaudillados por Illa Túpac hizo que fuera abandonada paulatinamente. A fines de 1540 o principios de 1541, Pizarro envió a Huánuco como Teniente de Gobernador al segoviano Pedro Barroso. Este encontró ya despoblada la antigua sede (que sería conocida desde entonces como Huánuco Viejo) y decidió fundar una nueva villa a 140 km de distancia, en las tierras de los chupachos del valle del Huallaga (donde actualmente se halla). Ello ocurrió el 2 de febrero de 1541. Pero tampoco pudo florecer la urbe, pues el estallido de las guerras civiles entre los conquistadores hizo que el sitio se despoblara, al alistarse sus vecinos, primero en las fuerzas de Alonso de Alvarado y luego en las de Vaca de Castro.
Después de la batalla de Chupas, el gobernador Cristóbal Vaca de Castro encomendó al capitán Pedro de Puelles la definitiva fundación de Huánuco con el nombre de Ciudad de los Caballeros de León de Huánuco. Lo de León era en alusión a la patria del gobernador. Se desconoce la fecha exacta de esta nueva y definitiva fundación, pero se presume que fue a principios de 1543. Por real cédula del 8 de agosto de 1543 el emperador Carlos Quinto le otorgó un escudo de armas y el título de Muy Noble y Muy Leal.

## El asesinato de Francisco Pizarro
Volviendo a Gómez de Alvarado, este durante su estadía en Lima tuvo un enfrentamiento con su pariente Alonso de Alvarado (que había retornado de Chachapoyas en busca de refuerzos), que casi desembocó en un duelo, pero Francisco Pizarro logró aplacar a ambos y volverlos a la amistad (1540). 
En 1541 se hallaba todavía en Lima, cuando ocurrió el asesinato de Pizarro a manos de los almagristas. Disgustado por este hecho, recriminó ásperamente al caudillo de los conjurados, Juan de Rada, quien en respuesta lo mantuvo recluido en una iglesia. Allí Gómez de Alvarado sufrió los insultos de los almagristas, y del mismo Juan de Rada, quien le gritó desde el atrio que era un traidor, porque en la víspera del asesinato del marqués le había prometido ayuda y ahora le negaba. 
Gómez de Alvarado negó rotundamente tal acusación. Fue a visitarle su pariente García de Alvarado quien le rogó que se entrevistara con Almagro el Mozo, el caudillo de los rebeldes almagristas. Así lo hizo Gómez de Alvarado, y tras abrazarse con el Mozo, se plegó a la causa almagrista, aunque no tan convencido. Pero no se reconcilió con Juan de Rada, oponiéndose a que fuera el capitán general de los almagristas, siendo apoyado en esta exigencia por Juan de Saavedra. Pero no fueron escuchados.

## En la guerra de Chupas

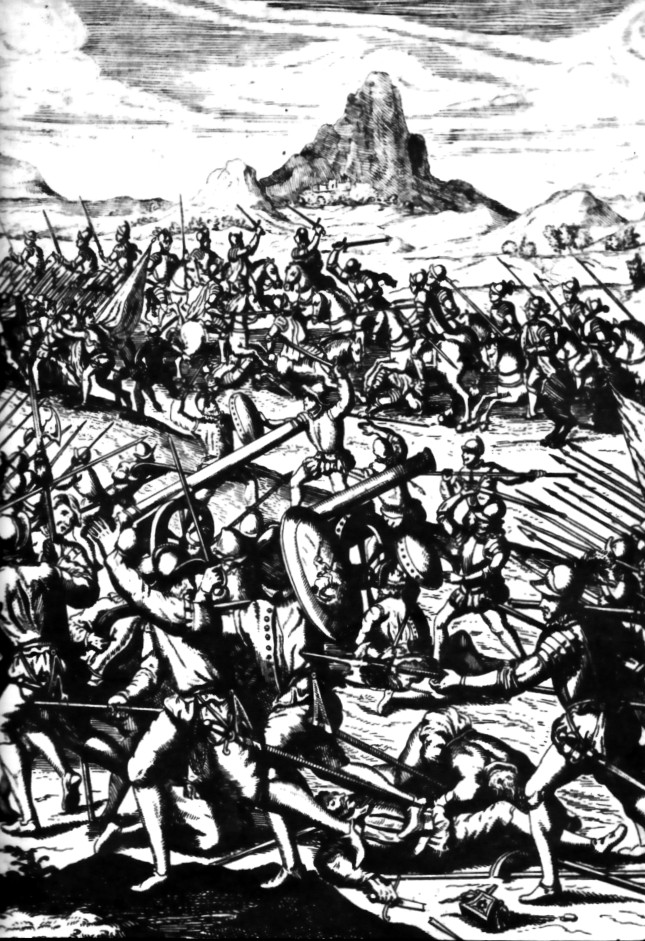
Batalla de Chupas, donde Gómez de Alvarado actuó como capitán de caballería; poco después falleció víctima de una enfermedad.

Cuando se supo la inminente llegada del visitador Cristóbal Vaca de Castro, Almagro el Mozo y su gente salieron de Lima y se internaron en la sierra. Iba con ellos Gómez de Alvarado, quien no quiso continuar más la farsa y estando en Jauja confesó a Almagro que detestaba su rebelión, pidiéndole licencia para volver a Lima, que le fue concedida. Gómez retornó entonces a Lima, junto con fray Tomás de San Martín, Juan de Saavedra, Diego de Agüero y otros descontentos más. 
En Lima recibió a Cristóbal Vaca de Castro, quien le admitió en sus fuerzas como capitán de caballería. Por entonces tuvo otra discusión y conato de duelo con Alonso de Alvarado, por lo que fue reprendido por el gobernador. Asistió luego en la batalla de Chupas (16 de septiembre de 1542), donde fue uno de los seis capitanes de caballería del ejército realista que derrotaron a los almagristas. A la sazón se hallaba mal de salud, pero combatió con energía y lucidez. Poco tiempo después, estando en Vilcas su enfermedad empeoró, a consecuencia de lo cual falleció. Su cuerpo fue llevado a Huamanga, donde fue sepultado.
Suele confundírsele con otro conquistador llamado Gómez de Alvarado el Mozo  o el Mancebo, quien llegó igualmente al Perú en la Armada de Pedro de Alvarado (aunque no era pariente de ninguno de los dos Alvarados) y actuó en las guerras civiles hasta la batalla de Jaquijahuana (1548).